# Organisations royalistes françaises
Pour un article plus général, voir Monarchisme en France.
 (mai 2021).
 (mai 2021).
Les organisations royalistes françaises du XXIe siècle professent, soit le traditionalisme, soit le nationalisme, soit la démocratie. Plusieurs sont issues de l'Action française.

## Traditionalistes, nationalistes ou démocrates
Démocrates le plus souvent, ces mouvements prônent le rétablissement de la royauté traditionnelle ou de la monarchie parlementaire en France telle qu'elle fut de la fin du règne de Louis XVI à Napoléon III, ou telle qu'elle l'est actuellement en Grande-Bretagne en Espagne et dans la plupart des pays d'Europe du Nord (Belgique, Pays-Bas, Luxembourg au Danemark et à la Suède).
| Parti                                                     | Fondation | Positionnement                                                   | Idéologie                                                    | Volonté                                                                                               | Statut actuel                  | Influence         |
| --------------------------------------------------------- | --------- | ---------------------------------------------------------------- | ------------------------------------------------------------ | --- | ------------------------------ | ----------------- |
| Restauration nationale                                    | 1955      | Extrême droite,                                                  | Nationalisme français, Souverainisme, National-conservatisme | Instauration d'une monarchie et défense de l’intérêt national                                         | Fusionné dans Action française | Charles Maurras   |
| Action française (ex-Centre royaliste d'Action française) | 1898      | Extrême droite, droite contre-révolutionnaire et traditionaliste | Nationalisme français, Souverainisme, National-conservatisme | Revendique une monarchie traditionnelle, héréditaire, antiparlementaire et décentralisée              |                                | Charles Maurras   |
| Alliance royale                                           | 2001      | Droite à extrême droite                                          | Orléanisme Royalisme                                         | Instauration d'une monarchie constitutionnelle prenant comme base la Constitution de la Ve République |                                |                   |
| Rassemblement démocrate pour la monarchie                 |           | Centriste                                                        | Social-démocratie, démocratie-chrétienne et gaullisme        | |                                |                   |
| Nouvelle Action royaliste                                 | 1978      | Gauche                                                           | Orléanisme, Royalisme, Gaullisme, Gaullisme de gauche        | Instaurer une monarchie constitutionnelle en France                                                   |                                | Bertrand Renouvin |

La Restauration nationale et le Centre royaliste d'Action française forment l'essentiel des formations monarchiques fidèles à l'héritage du maurrassisme.
L'Alliance royale, critique à l'égard du nationalisme des idées de Charles Maurras, propose une réforme des institutions visant à instaurer la "démocratie équitable". L'élection par collèges des représentants aux assemblées régionales et à l'assemblée nationale permet une représentation véritable. Le Roi gouverne avec ses conseillers dans les domaines de la Justice, de la Diplomatie, de la Sécurité intérieure et extérieure (ce que les républicains nomment "le domaine régalien"). Le Roi désigne le Premier ministre qui nomme son gouvernement, sur un modèle proche de l'actuelle constitution.
Le Rassemblement démocrate pour la monarchie regroupe les royalistes démocrates, qui est un modèle de régime politique mélangeant social-démocratie, démocratie-chrétienne et gaullisme, visant à rétablir un roi. Leur principe est : « couronner la Démocratie ». De tendance centriste, il prône une union nationale.
Enfin, la Nouvelle Action royaliste conduite par Bertrand Renouvin tente une synthèse entre les principes politiques de la monarchie constitutionnelle et les idéaux de citoyenneté et les valeurs républicaines. Marquée à gauche, elle a présenté un candidat à l'élection présidentielle de 1974 et soutenu la candidature de Jean-Pierre Chevènement en 2002.
La Restauration nationale, l'Action française et la Nouvelle Action royaliste soutiennent les droits du prince Jean d'Orléans, comte de Paris.

## Légitimistes
Pour la première fois depuis la mort du Comte de Chambord en 1883, les successions légitimistes de France et carliste d'Espagne investissent des princes différents à la mort d'Alphonse-Charles de Bourbon en 1936. Après la Seconde Guerre mondiale, le rappel par la branche aînée (Jacques-Henri de Bourbon) de ses droits sur le trône de France ravive le légitimisme.
Les principales organisations légitimistes sont le Secrétariat de Mgr le Duc d'Anjou, le Mémorial de France à Saint-Denys, l'Institut de la maison de Bourbon, l'Union des cercles légitimistes de France (UCLF) qui promeut la Charte internationale de la légitimité, Présence du souvenir bourbonien (PSB) et le Cercle d'action légitimiste (CAL). Toutes promeuvent la royauté traditionnelle et ne se réclament donc ni du nationalisme, ni de la démocratie. Elles soutiennent les droits du prince Louis de Bourbon, duc d'Anjou.
| Structure                                       | Fondation | Positionnement                                     | Doctrine    | Volonté | Statut actuel                            | Influence                                                                   |
| ----------------------------------------------- | --------- | -------------------------------------------------- | ----------- | --- | ---------------------------------------- | --------------------------------------------------------------------------- |
| Secrétariat de Mgr le Duc d'Anjou (le Bureau)   |           | Contre-révolution, traditionalisme                 | Légitimisme | Informer sur internet au nom du Prince, faire connaître et valoriser la royauté, créer des échanges entre les Français fidèles à la royauté et à son successeur légitime                                                                 | Aux ordres directs de Mgr le Duc d'Anjou | Louis de Bonald, Joseph de Maistre                                          |
| Institut de la maison de Bourbon (IMB)          | 1973      | Contre-révolution, traditionalisme                 | Légitimisme | Promouvoir la connaissance de l'histoire de France et du règne de la Maison royale, être le conservatoire des traditions et transmettre les valeurs qui ont fait la France dans la fidélité indéfectible à l'aîné des Capétiens          | Reconnaissance par Mgr le Duc d'Anjou    | Louis de Bonald, Joseph de Maistre                                          |
| Mémorial de France à Saint-Denys                | 1914      |                                                    |             | Perpétuer l’ordonnance du 21 janvier 1815 du roi Louis XVIII instituant une messe célébrée en la basilique Saint-Denis chaque 21 janvier et chaque 16 octobre en mémoire de l'exécution du roi Louis XVI et de la reine Marie-Antoinette | Protection de Mgr le Duc d'Anjou         |                                                                             |
| Union des cercles légitimistes de France (UCLF) |           | Contre-révolution, traditionalisme                 | Légitimisme | Restaurer la monarchie française traditionnelle de droit divin |                                          | Louis de Bonald, Joseph de Maistre                                          |
| Présence du souvenir bourbonien (PSB)           |           | Contre-révolution, traditionalisme                 | Légitimisme | Faire connaître le principe incarné par l’Aîné de la Maison de Bourbon avec des études, des réunions, des conférences à caractère historique relatives à l’histoire des Capétiens ; réunir tous les Français fidèles à la monarchie      |                                          | Louis de Bonald, Joseph de Maistre                                          |
| Cercle d'action légitimiste (CAL)               | 2018      | Contre-révolution, traditionalisme, jusnaturalisme | Légitimisme | Faire rayonner la doctrine légitimiste traditionnelle et la doctrine sociale de l'Eglise selon le génie propre français dans les sphères sociales et politiques                                                                          |                                          | Louis de Bonald, Joseph de Maistre, Aristote, Cicéron, Saint Thomas d'Aquin |
| Cercle Royal des Enfants de France              |           | Contre-révolution                                  | Légitimisme | Promouvoir le royalisme auprès des jeunes et les former, notamment via la vente de son journal Une France Un Roi |                                          |                                                                             |